# Sauli Niinistö
Sauli Väinämö Niinistö (phát âm tiếng Phần Lan: [ˈsɑu̯li 'væi̯næmœ 'niːnistœ], sinh năm 24 tháng 8 năm 1948). Là 1 chính trị gia Phần Lan của các Đảng Liên minh Dân tộc. Ông là tổng thống của Phần Lan từ ngày 1 tháng 3 năm 2012 đến ngày 1 tháng 3 năm 2024, trở thành tổng thống đầu tiên của Đảng Liên minh quốc gia kể từ khi Juho Kusti Paasikivi, người đã rời văn phòng vào năm 1956.
Là một luật sư, Niinistö làm Bộ trưởng Bộ Tài chính 1996-2003 và ứng cử viên Đảng Liên minh các quốc gia trong cuộc bầu cử tổng thống năm 2006. Ông từng làm Chủ tịch của Quốc hội Phần Lan từ 2007 đến 2011 và đã được Chủ tịch danh dự đảng Nhân dân châu Âu (EPP) kể từ năm 2002. Ông cũng là Chủ tịch Liên đoàn bóng đá Phần Lan. 
Niinistö là ứng cử viên Đảng Liên minh Quốc gia trong cuộc bầu cử tổng thống năm 2012. Với 37,0% phiếu bầu, ông đã giành chiến thắng trong vòng đầu tiên của cuộc bầu cử và phải đối mặt với Pekka Haavisto của Liên đoàn Xanh trong vòng hai quyết định. Ông đã chiến thắng trong vòng bầu cử thứ hai với khoảng 62,6% so với 37,4% phiếu bầu của Haavisto